# Alwin Max Pappenheimer
Alwin Max Pappenheimer Junior (Cedarhurst, 25 de novembro de 1908 – Cambridge, Massachusetts, 21 de março de 1995]) foi um químico, imunologista e bacteriologista estadunidense, conhecido por suas pesquisas sobre toxinas bacteriais, em especial a toxina diftérica.
Recebeu em 1941 o Prêmio Pesquisa Eli Lilly and Company-Elanco. Foi membro da Academia de Artes e Ciências dos Estados Unidos e da Academia de Artes e Ciências dos Estados Unidos (1957), e em 1954/1955 residente da American Association of Immunologists. Recebeu em 1990 o Prêmio Paul Ehrlich e Ludwig Darmstaedter.

## Obras
- A. M. Pappenheimer Recollections - the story of a toxic protein 1888-1992, Protein Science, Volume 2, 1993, p. 292–298